# Wielgomłyny (gmina)
Pour les articles homonymes, voir Wielgomłyny.
Wielgomłyny est une gmina (commune) rurale (gmina wiejska) du powiat de Radomsko, dans la Voïvodie de Łódź, dans le centre de la Pologne.
Son siège administratif (chef-lieu) est le village de Wielgomłyny, qui se situe environ 23 kilomètres (km) à l'est de Radomsko (siège du powiat) et 88 kilomètres au sud de la capitale régionale Łódź (capitale de la voïvodie).
La gmina couvre une superficie de 123,07 km2 pour une population de 4 951 habitants en 2006.

## Géographie
La gmina inclut les villages de:
- Anielin
- Błonie
- Bogusławów
- Borecznica
- Borowiec
- Dębowiec
- Goszczowa
- Grabowie
- Karczów
- Kruszyna
- Krzętów
- Kubiki
- Maksymów
- Myśliwczów
- Myśliwczów-Kolonia
- Niedośpielin
- Niwa Goszczowska
- Niwa Zagórska
- Odrowąż
- Popielarnia
- Pratkowice
- Rogi
- Rudka
- Sokola Góra
- Sroków
- Trzebce
- Trzebce-Perzyny
- Wielgomłyny
- Wielgomłyny-Kolonia
- Wola Kuźniewska
- Wola Życińska
- Wólka Bankowa
- Wólka Włościańska
- Zacisze
- Zagórze
- Zalesie
- Zawodzie

### Gminy voisines

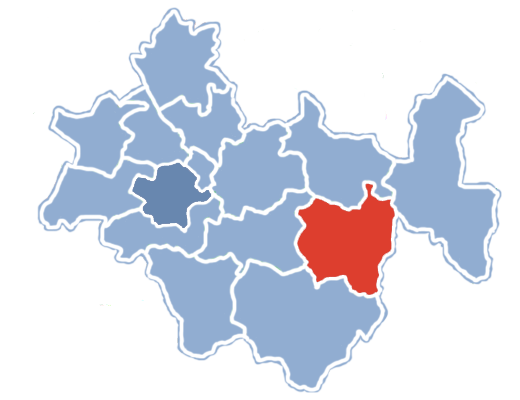
Position de la gmina dans le powiat

La gmina de Wielgomłyny est voisine ds gminy de:
- Kluczewsko
- Kobiele Wielkie
- Masłowice
- Przedbórz
- Żytno.

## Administration
De 1975 à 1998, la gmina était attachée administrativement à l'ancienne voïvodie de Częstochowa.

Depuis 1999, elle fait partie de la nouvelle voïvodie de Łódź.

## Structure du terrain
D'après les données de 2002, la superficie de la commune de Wielgomłyny est de 123,07 kilomètres carrés, répartis comme telle :
- terres agricoles : 73 %
- forêts : 22 %

La commune représente 8,53 % de la superficie du powiat.

## Démographie
Données du 30 juin 2010 :
| Description        | Total  | Total | Femmes | Femmes | Hommes | Hommes |
| ------------------ | ------ | ----- | ------ | ------ | ------ | ------ |
| Unité              | Nombre | %     | Nombre | %      | Nombre | %      |
| Population         | 4 736  | 100   | 2 351  | 49,7   | 2 385  | 50,3   |
| Densité (hab./km²) | 38,5   | 38,5  | 19,1   | 19,1   | 19,4   | 19,4   |